# Scarus zufar
Scarus zufar är en fiskart som beskrevs av Randall och Hoover, 1995. Scarus zufar ingår i släktet Scarus och familjen Scaridae. IUCN kategoriserar arten globalt som otillräckligt studerad. Inga underarter finns listade i Catalogue of Life.